# オンス・ジャバー
オンス・ジャバー（阿: أُنْس جَابْر, アラビア語発音: [ʔuns d͡ʒaːbr]; 仏: Ons Jabeur, 1994年8月28日 - ）は、チュニジア・スース出身の女子プロテニス選手。これまでにWTAツアーでシングルス5勝を挙げている。WTAランキング自己最高位はシングルス2位、ダブルス116位。身長167cm、右利き、バックハンド・ストロークは両手打ち。グランドスラムシングルス準優勝3回。

## 経歴

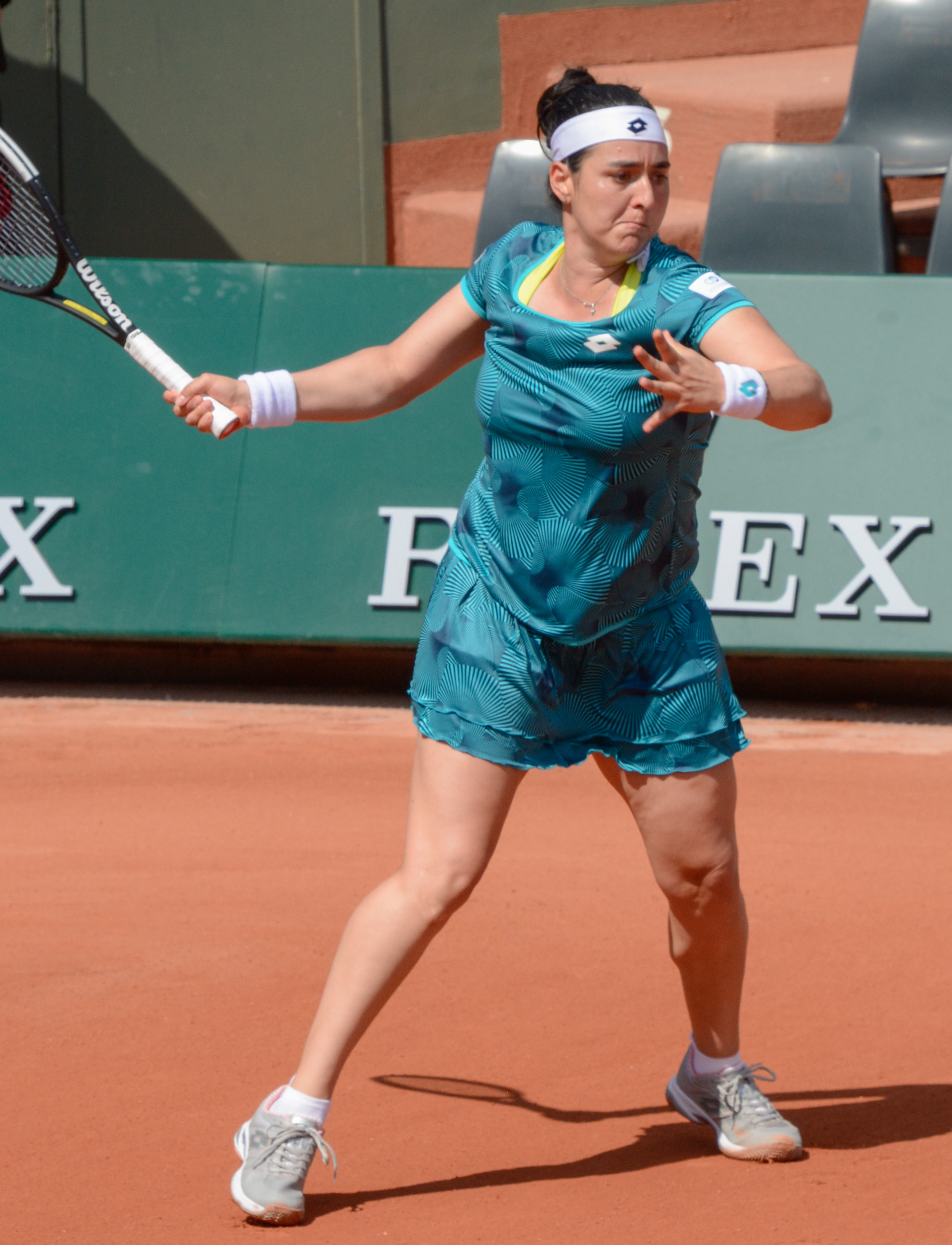
2019年全仏オープン

2010年全仏オープンジュニア女子シングルスでは準優勝し、2011年全仏オープンジュニア女子シングルスでは優勝した。

### 2020年
2020年全豪オープンにはノーシードとして出場し、準々決勝でソフィア・ケニンに敗れたものの、グランドスラムで初めてベスト8となった。

### 2021年
2021年6月のバーミンガム・クラシックでは、決勝でダリア・カサトキナを破って優勝し、WTAツアーにおける初優勝を飾った。WTAツアーでタイトルを獲得した初のアフリカ人選手およびアラブ人選手となった。

### 2022年
2022年5月のムチュア・マドリード・オープンには第8シードとして出場し、決勝でジェシカ・ペグラを破って優勝した。WTAツアー2勝目がWTA1000トーナメントとなり、同レベルで優勝した初のチュニジア人選手およびアラブ人選手となった。翌週のイタリア国際には第9シードとして出場し、決勝でイガ・シフィオンテクに敗れたものの、2週連続でWTA1000トーナメントの決勝に進出する好成績を上げた。
2022年ウィンブルドン選手権には第3シードとして出場し、決勝ではエレーナ・リバキナに敗れて準優勝に終わったが、アフリカ出身の女子選手として初めてグランドスラムで決勝に進出した選手となった。

## 人物
ジャバーはイスラム教徒である。2019年にはアラブ・ウーマン・オブ・ザ・イヤーのスポーツ部門を受賞した。
フェンシング選手のカリム・カモン(Karim Kamoun)と結婚している。アラビア語、英語、フランス語を話すことができ、ロシア系チュニジア人の夫と話すためにロシア語も学んでいる。
子どもの頃に好きだったテニス選手はアンディ・ロディックである。

## WTAツアー決勝進出結果

### シングルス: 13回 (5勝8敗)
| 大会グレード                  |
| ----------------------------- |
| グランドスラム (0–3)          |
| WTAファイナルズ (0–0)         |
| WTA1000トーナメント (1–1)     |
| WTAエリート・トロフィー (0–0) |
| WTA500トーナメント (2–3)      |
| WTA250トーナメント (2–1)      |

| 結果   | No. | 決勝日         | 大会           | サーフェス    | 対戦相手                 | スコア             |
| ------ | --- | -------------- | -------------- | ------------- | ------------------------ | ------------------ |
| 準優勝 | 1.  | 2018年10月20日 | モスクワ       | ハード (室内) | ダリア・カサトキナ       | 6-2, 6-7(3-7), 4-6 |
| 準優勝 | 2.  | 2021年4月18日  | チャールストン | クレー        | アストラ・シャルマ       | 6-2, 5-7, 1-6      |
| 優勝   | 1.  | 2021年6月20日  | バーミンガム   | 芝            | ダリア・カサトキナ       | 7-5, 6-4           |
| 準優勝 | 3.  | 2021年10月3日  | シカゴ         | ハード        | ガルビネ・ムグルサ       | 6-3, 3-6, 0-6      |
| 準優勝 | 4.  | 2022年4月11日  | チャールストン | クレー        | ベリンダ・ベンチッチ     | 1-6, 7-5, 4-6      |
| 優勝   | 2.  | 2022年5月8日   | マドリード     | クレー        | ジェシカ・ペグラ         | 7-5, 0-6, 6-2      |
| 準優勝 | 5.  | 2022年5月15日  | ローマ         | クレー        | イガ・シフィオンテク     | 2-6, 2-6           |
| 優勝   | 3.  | 2022年6月19日  | ベルリン       | 芝            | ベリンダ・ベンチッチ     | 6-3, 2-1 途中棄権  |
| 準優勝 | 6.  | 2022年7月9日   | ウィンブルドン | 芝            | エレーナ・リバキナ       | 3-6, 6-2, 6-2      |
| 準優勝 | 7.  | 2022年9月11日  | 全米オープン   | ハード        | イガ・シフィオンテク     | 2-6, 6-7(5-7)      |
| 優勝   | 4.  | 2023年4月10日  | チャールストン | クレー        | ベリンダ・ベンチッチ     | 7-6(8-6), 6-4      |
| 準優勝 | 8.  | 2023年7月15日  | ウィンブルドン | 芝            | マルケタ・ボンドロウソバ | 4-6, 4-6           |
| 優勝   | 5.  | 2023年9月30日  | 寧波           | ハード        | ディアナ・シュナイダー   | 6-2, 6-1           |

## 4大大会シングルス成績
略語の説明
| W | F | SF | QF | #R | RR | Q# | LQ | A | Z# | PO | G | S | B | NMS | P | NH |

W=優勝, F=準優勝, SF=ベスト4, QF=ベスト8, #R=#回戦敗退, RR=ラウンドロビン敗退, Q#=予選#回戦敗退, LQ=予選敗退, A=大会不参加, Z#=デビスカップ/BJKカップ地域ゾーン, PO=デビスカップ/BJKカッププレーオフ, G=オリンピック金メダル, S=オリンピック銀メダル, B=オリンピック銅メダル, NMS=マスターズシリーズから降格, P=開催延期, NH=開催なし.
| 大会           | 2012 | 2013 | 2014 | 2015 | 2016 | 2017 | 2018 | 2019 | 2020 | 2021 | 2022 | 2023 | 2024 | 2025 | 通算成績 |
| -------------- | ---- | ---- | ---- | ---- | ---- | ---- | ---- | ---- | ---- | ---- | ---- | ---- | ---- | ---- | -------- |
| 全豪オープン   | A    | A    | A    | 1R   | A    | LQ   | 1R   | 1R   | QF   | 3R   | A    | 2R   | 2R   | 3R   | 10–8     |
| 全仏オープン   | LQ   | A    | LQ   | LQ   | A    | 3R   | LQ   | 1R   | 4R   | 4R   | 1R   | QF   | QF   | 1R   | 16–8     |
| ウィンブルドン | A    | LQ   | LQ   | A    | LQ   | 1R   | 2R   | 1R   | NH   | QF   | F    | F    | 3R   | 1R   | 19–8     |
| 全米オープン   | A    | LQ   | 1R   | LQ   | LQ   | 2R   | 1R   | 3R   | 3R   | 3R   | F    | 4R   | A    |      | 16–8     |